# Andreas Hofer (Schauspieler)
Andreas Hofer (* 19. Mai 1962 in Osnabrück) ist ein deutscher Schauspieler und Synchronsprecher.

## Leben
Andreas Hofer ließ sich in Berlin und Rom zum Schauspieler ausbilden. Seitdem hat Andreas Hofer in vielen TV- und Kinofilmen mitgewirkt. Außerdem studierte er an der Freien Universität Berlin Theater-, Film- und Fernsehwissenschaften sowie Kunstgeschichte, was er mit dem Magister artium abschloss.
Radiohörern und Radiohörerinnen mag er noch bekannt aus seiner sonntäglichen Sendung Der Ohrenzeuge bei Radio Fritz in der Rolle des Detektivs Oskar Schombrutzki sein, wo er von 1992 bis 1996 schwierigste Kriminalfälle löste.
Seinen Einstand im TV hatte er 1997 bei Alarm für Cobra 11 und Ein Fall für zwei. 2007 ist er in der zweiten und dritten Staffel von Türkisch für Anfänger als Markus Lemke zu sehen. Vom 2. März 2009 bis zum 24. Februar 2010 war er in der ZDF-Telenovela Alisa – Folge deinem Herzen als Oskar Castellhoff zu sehen. Nach der Titeländerung auf Hanna – Folge deinem Herzen mit neuer Hauptdarstellerin war er in derselben Rolle bis zum Ende der Serie im September 2010 zu sehen. Von Februar 2013 bis Mai 2014 war er in der RTL-Soap Alles was zählt als David M. Degen zu sehen.
In dem Film Persischstunden, der 2020 in den Kinos lief, hatte Andreas Hofer eine Nebenrolle.
Neben seinen Aktivitäten als Schauspieler ist Andreas Hofer auch als Synchronsprecher unterwegs: Aktuell spricht er für viele Filme die Audiodeskription. Army of the Dead, der auf Netflix zu sehen ist, ist an dieser Stelle beispielhaft zu nennen. Andreas Hofer ist außerdem die Stimme des Final-Fantasy-Bösewichts Emet-Selch.

## Filmografie

### Kino- und Kurzfilme
- 1986: Anita Berber – Tänze des Lasters
- 1990: Ö
- 1990: Die sanften Hügel
- 1991: 3 Jahre später
- 1992: Die Heimsuchung
- 1997: Das verräterische Herz
- 1998: Der letzte Flug
- 2000: Johanna-Zyklus
- 2001: Baader
- 2001: Leo und Claire
- 2002: Summertime Heroes
- 2019: Persischstunden (Persian Lessons)
- 2021: Die Wut
- 2022: Reparation Day

### Fernsehen (Auswahl)
- 1990, 1993 und 1997: 3 Musikvideos für MTV
- 1997: Alarm für Cobra 11 – Die Autobahnpolizei – Das Attentat – Rick
- 1998: Ein Fall für zwei – Die Gunst der Stunde
- 1998: Wolffs Revier
- 2000: Stan Becker – Ein Mann ein Wort
- 2000: Doppelter Einsatz – Blackout
- 2000: Die Cleveren
- 2000: Ein Fall für zwei – Das Model
- 2000: Der Clown – Die Elster
- 2000: Großstadtrevier – Klau am Bau
- 2000: Tanz mit dem Teufel
- 2002: Alarm für Cobra 11 – Die Autobahnpolizei – Der Perfekte Mord – Rolf Pfeifer
- 2002: Im Namen des Gesetzes – Tödliches Rendezvous
- 2002: Edel & Starck – Seitensprung am Weidezaun
- 2002: Lilly unter den Linden
- 2003: Ein Fall für Zwei – Schlechte Karten für Grabowski
- 2003: Der Landarzt – Eingriff mit Folgen
- 2004: Wolffs Revier – Fauler Zauber
- 2005: Die Mandantin
- 2005: SOKO Leipzig – Ehrliche Leute
- 2005: Alarm für Cobra 11 – Die Autobahnpolizei – Für immer und Ewig – Oberst Hans Vogt
- 2005: Der Elefant – Mord verjährt nie
- 2006: Hinter Gittern – Der Frauenknast
- 2007: Ein Fall für Zwei – Tödliche Besessenheit
- 2007: Türkisch für Anfänger (Rolle: Markus Lemke)
- 2007: SOKO Kitzbühel – Leiche ohne Mord
- 2007: Der Staatsanwalt – Hungrige Herzen
- 2007: Der Kronzeuge
- 2008: Bis dass der Tod uns scheidet
- 2008–2009: Alisa – Folge deinem Herzen
- 2009: C.I.S. – Chaoten im Sondereinsatz
- 2009–2010: Hanna – Folge deinem Herzen (zuvor Alisa – Folge deinem Herzen)
- 2009: Löwenzahn
- 2010: Lasko – Die Faust Gottes (Rolle: Sebastian)
- 2010: Polizeiruf 110 – Blutiges Geld
- 2011: Alarm für Cobra 11 – Die Autobahnpolizei – Wettlauf gegen die Zeit – Hauptkommissar Max Wolf
- 2011: Der Kriminalist – Unter Druck
- 2012: Fuchs und Gans – Marilyn
- 2012: Heiter bis tödlich
- 2013: Robin Hood
- 2013–2014: Alles was zählt (Rolle: David M. Degen)
- 2015: SOKO Leipzig – Hallo, Sexy!
- 2016: Notruf Hafenkante – Ein guter Junge
- 2016: SoKo Wismar – Geier Sturzflug
- 2018: Der Kriminalist – Grenzgang
- 2020: SOKO Leipzig – Der gefesselte König
- 2021: Letzte Spur Berlin – Große Pläne
- 2022: Bumper in Berlin – Mutterseelenallein; Lebensabschnittspartner

## Synchronsprecher

### Synchron
- 1996: Friends – als Eddie Menuek
- 1998: Babylon 5 – als Lt. David Corwin
- 2006: Detektiv Conan – als Makoto Kyogoku
- 2008: Ghost Whisperer – Stimmen aus dem Jenseits – als Link
- 2022: Alvin!!! – als Dr. Grant
- 2022: La Pulga – als Josep

### Gaming
- 2011: Sonic Generations – als Espio the Chameleon
- 2016: Mario & Sonic bei den Olympischen Spielen Rio 2016 – als Espio the Chameleon
- 2017: Sonic Forces – als Espio the Chameleon
- 2021: Star Fox Zero – als diverse Figuren
- 2022: Dying Light 2 – Stay Human – als diverse Figuren
- 2024: Sonic X Shadow Generations – als Espio the Chameleon

### Audiodeskription
- 2019: Avengers – Infinity War
- 2020: Avengers – Endgame
- 2021: Army of the Dead
- 2021: The Conjuring 3
- 2021: Free Guy
- 2021: Soul
- 2021: Black Widow
- 2021: Morning Show